# Ján Berta
Ján Berta (* 31. října 1930) byl slovenský a československý politik Komunistické strany Slovenska a poúnorový poslanec Slovenské národní rady a Národního shromáždění ČSSR.

## Biografie
Ve volbách roku 1954 byl zvolen do Slovenské národní rady. Ve volbách roku 1960 byl zvolen za KSS do Národního shromáždění ČSSR za Východoslovenský kraj. V parlamentu setrval až do konce funkčního období, tedy do voleb roku 1964.
V letech 1966–1975 se uvádí jako člen Ústředního výboru Komunistické strany Slovenska či jako účastník zasedání ÚV KSS.